# وادي بنجشير
وادي بنجشير (بالفارسية: دره پنجشير) اسمه باللغة الفارسية يعني وادي الأسود الخمسة. هو وادي في ولاية بنج شير في شمال أفغانستان. يبعد الوادي حوالي 120 كلم شمال كابل. الوادي شهد العديد من الأحداث خلال حروب أفغانستان كما أنه الموقع الذي دُفن فيه الزعيم الأفغاني الراحل أحمد شاه مسعود. يعتبر وادي بنج شير والمنطقة المجاورة له من أكثر مناطق أفغانستان التي يتركز فيها الطاجيك.
كانت بنج شير مقاطعة تابعة لولاية بروان لكنها استقلت وأصحبت محافظة في عام 2004.